# 乔治·菲利普斯·邦德
乔治·菲利普斯·邦德（英語：George Phillips Bond，1825年5月20日—1865年2月17日），美国天文学家，他的父亲威廉·邦德也是一位天文学家，父子两人共同做出了许多重要的发现。

## 生平
乔治·邦德幼年时喜欢大自然和鸟类，他的父亲是哈佛大学天文台的创立者和首任台长。乔治·邦德的兄长去世后，乔治·邦德觉得有义务追随父亲从事天文学工作。1848年，邦德父子发现了土卫七，1850年11月，他们又共同发现了土星的第三个环——C环。英国人威廉·拉塞尔也独立发现了土星C环和土卫七，仅比他们晚了几天。1847年至1852年间，邦德父子与摄影先驱约翰·亚当斯·惠普尔一起使用15英寸（0.38米）望远镜进行了天体照相的工作，拍摄了月亮的照片，并于1851年在英国伦敦举办的万国工业博览会上获奖。1850年7月16日至17日夜，邦德父子和惠普尔和使用银版照相法共同拍摄了织女星的照片，这是人类拍摄的第一张恒星的照片。1857年他们又拍摄了大熊座的开阳双星等照片。此外，他还发现了11颗彗星，计算了它们的轨道。乔治·邦德还是第一位获得英國皇家天文學會金質獎章的美国人。
1859年，威廉·邦德去世后，乔治·邦德接任哈佛大学天文台的台长。1865年因肺结核去世。为纪念邦德父子，第767号小行星被命名为。